# Janiópolis
Janiópolis es un municipio brasileño del estado de Paraná. Situado en la Región de Goioerê, según el censo del 2010 su población era de 6536 habitantes.